# Cherax destructor
Espèce
Statut de conservation UICN

 VU A1de : Vulnérable
L'écrevisse de Murray (Cherax destructor) également appelée Yabby, est une espèce de crustacés d'eau douce qu'on trouve en Australie. Elle appartient à la famille des Parastacidae.

## Morphologie
Elle mesure 10 à 20 cm de long et peut atteindre 30 cm pour les plus grands spécimens. Sa couleur est très variable et est fonction de son habitat et de la clarté de l'eau : elle va du noir, au bleu foncé et au brun foncé dans les eaux claires, au beige et vert clair dans les eaux troubles. Des écrevisses nourries avec une alimentation spéciale prennent une couleur bleue très voyante qui en fait un animal fréquent des aquariums australiens.

## Habitat
Elle est très courante dans les cours d'eau de l'État de Victoria et de Nouvelle-Galles du Sud mais on la trouve aussi dans le sud du Queensland, en Australie-Méridionale et dans une partie du Territoire du Nord. Elle a été aussi introduite en Australie Occidentale où elle est devenue envahissante et pose un problème pour la survie des espèces locales d'écrevisses telles que Cherax quinquecarinatus.
On la trouve dans les étangs, les torrents, les rivières, les retenues d'eau, les barrages, en plaine ou à moyenne altitude.
Elle peut vivre dans des cours d'eau intermittents et passer de très longues périodes de sécheresse (plusieurs années) en s'enfonçant profondément dans la boue et en réduisant son métabolisme.

## Régime alimentaire
C'est un animal nocturne se nourrissant de détritus d'algues ou autres végétaux mais aussi de poissons ou autres animaux.
Par contre, elle constitue elle-même un élément important de l'alimentation des morues de Murray et des perches dorées.

## Vulnérabilité
Elle est classée vulnérable par l'UICN mais la validité de cette classification est à prendre avec prudence car sa population reste forte tant dans les eaux courantes de son habitat traditionnel, que dans les nouvelles étendues d'eau artificielles et les élevages industriels.